# Hans Jacobson
Hans Olov Dan Jacobson (Estocolmo, 17 de marzo de 1947-Handen, 9 de julio de 1984) fue un deportista sueco que compitió en esgrima, especialista en la modalidad de espada.
Participó en tres Juegos Olímpicos de Verano, obteniendo una medalla de oro en Montreal 1976 en la prueba por equipos. Ganó ocho medallas en el Campeonato Mundial de Esgrima entre los años 1969 y 1978.

## Palmarés internacional
| Juegos Olímpicos   | Juegos Olímpicos         | Juegos Olímpicos  | Juegos Olímpicos   |
| Año                | Lugar                    | Medalla           | Prueba             |
| ------------------ | ------------------------ | ----------------- | ------------------ |
| 1976               | Montreal (Canadá)        | Medalla de oro    | Espada por equipos |
| Campeonato Mundial |                          |                   |                    |
| Año                | Lugar                    | Medalla           | Prueba             |
| 1969               | La Habana (Cuba)         | Medalla de bronce | Espada por equipos |
| 1971               | Viena (Austria)          | Medalla de bronce | Espada por equipos |
| 1973               | Gotemburgo (Suecia)      | Medalla de plata  | Espada individual  |
| 1974               | Grenoble (Francia)       | Medalla de oro    | Espada por equipos |
| 1975               | Budapest (Hungría)       | Medalla de oro    | Espada por equipos |
| 1977               | Buenos Aires (Argentina) | Medalla de oro    | Espada por equipos |
| 1978               | Hamburgo (RFA)           | Medalla de bronce | Espada individual  |
| 1978               | Hamburgo (RFA)           | Medalla de bronce | Espada por equipos |